# Блок-Пост Красавка
Блок-Пост Красавка — упразднённая железнодорожная станция в Могочинском районе Забайкальского края России. Входит в состав Городского поселения «Амазарское».

## География
Станция находилась в восточной части района на расстоянии примерно 6 километров (по прямой) на восток-северо-восток от поселка Амазар.

## Климат
Климат характеризуется как резко континентальный. Среднемесячная температура января составляет минус 32 градуса по Цельсию, а самая низкая достигала минус 53 градуса по Цельсию. Продолжительность периода со снежным покровом составляет 164 дня, средняя высота снежного покрова 16 см. Лето короткое, довольно теплое. Весна ветреная, засушливая, осень, по сравнению с ней, холодная и влажная.

## История
Основан в 1908 году.
Упразднён 21 апреля 2024 года.

## Население
| 2010 | 2021 |
| ---- | ---- |
| 3    | ↗4   |

Население поселка составляло в 2002 году 7 человек (100 % русские), в 2010 году 3 человека.